# Jonathan Eisen
Jonathan Andrew Eisen, né le 31 août 1968, est un biologiste évolutionniste américain, travaillant actuellement à l'université de Californie à Davis,. Ses recherches académiques portent sur les domaines de la biologie évolutive, de la génomique et de la microbiologie et il est le rédacteur en chef académique de la revue en libre accès PLOS Biology,,,,.

## Éducation
Eisen a terminé ses études de premier cycle au Harvard College en 1990 en obtenant un diplôme en biologie. Il a obtenu son doctorat de l'université Stanford en 1998 avec une thèse sur l'évolution des gènes, des protéines et des processus de réparation de l'ADN en 1998, sous la direction de Philip Hanawalt.

## Recherche
Les recherches d'Eisen se concentrent sur l'origine des nouveautés évolutives, c'est-à-dire comment de nouveaux processus et fonctions naissent dans les êtres vivants. Pour étudier cela, il se concentre sur le séquençage et l'analyse des génomes d'organismes, en particulier des microbes et en utilisant l'analyse phylogénomique.
En 2011, Eisen a reçu le prix Benjamin Franklin (Bioinformatique) pour la promotion du libre accès dans les sciences de la vie.
Eisen, avec Nick Barton, Derek EG Briggs, David B. Goldstein et Nipam H. Patel, est l'auteur du manuel de premier cycle, Evolution, qui intègre la biologie moléculaire, la génomique et la génétique humaine aux études évolutives traditionnelles. Selon Google Scholar, ses articles évalués par des pairs les plus cités portent sur le séquençage du génome de Plasmodium falciparum, séquençage de la mer des Sargasses et un article sur le génome de Thermotoga maritima.
Avant de travailler à l'UC Davis, il était chercheur à l'Institute for Genomic Research.
Eisen et son travail sont régulièrement mentionnés dans la presse scientifique et populaire. Les exemples incluent un article du New York Times sur l'Encyclopédie génomique des bactéries et des archées en 2009 et une couverture étendue des travaux sur la recherche d'un « quatrième domaine » de la vie,. De plus, le travail de blogging et de microblogging d'Eisen est fréquemment repris dans les médias,,. Son frère, Michael Eisen est également biologiste.

## Prix et récompenses
Eisen a reçu le prix Benjamin Franklin (bioinformatique) en 2011 et le prix Best and Brightest du magazine Esquire. Il a reçu le Walter J. Gores Award, Faculty Achievement Awards for Excellence in Teaching. Il a été élu membre de l'American Society for Microbiology (FAAM).